# أبو العباس الشريشي
كمال الدين أبو العبّاس أحمد بن عبد المؤمن بن موسى القيسي الشَّريشي (1162 - يناير 1223) (557 - ذو الحجة 619) لغوي أندلسي من أهل القرن الثاني عشر الميلادي/السادس الهجري. ولد في شريش ونشأ بها. أخذ عن علماء عصره كابن خروف وابن زرقون وابن لبال الشريشي، ثم قام برحلات إلى المشرق. ثم رجع واشتغل بالتدريس في مسقط رأسه. له كتب وشروح أشهرها شرحه على مقامات الحريري.

## سيرته
هو كمال الدين أبو العبّاس أحمد بن عبد المؤمن بن موسى بن عيسى بن عبد المؤمن القيسي الشريشي. ولد سنة 557 / 1162 م في شريش بالدولة الموحدية. 

تجول بالأندلس وتلقى العلم على علماءها، منهم: ابن لبال الشريشي، ومحمد بن سعيد بن زرقون، وأبو بكر بن زهر، ومعصب بن أبي ركب الخُشَني الجيّاني، وعلي بن محمد بن خروف النحوي، وغيرهم.

ثم قام برحلات إلى المشرق فزار مصر وبلاد الشام. ورجع إلى وطنه. تصدّر للتدريس في شريش وبلنسية لإقراء النحو والعروض والأدب وعلوم اللغة، كما كان الأدباءُ يقرأون عليه شرحه لمقامات الحريري.

توفي أبو العباس الشريشي في مسقط رأسه ذي الحجة 619/ يناير 1223.

## مهنته
كان شاعرًا مطبوعًا شائق اللفظ رشيق المعنى. وكان لغويًا عارفًا بلجهات العرب وبفنون النحو والشعر والأدب. وكان مصنّفًا بارعًا وله شروح ومختصرات وكتاب. غير أن شهرته تقوم على شرح المقامات الحريري، صنع منه ثلاث نسخ: شرحًا كبيرًا، ووسيطًا، وصغيرًا. وذاع شرحه في أيامه ذيوعًا عظيمًا، قيل إنّه أجاز سبعمائه نسخةٍ منه. وقد أقبل عليه النصارى واليهود، أي مولدون ومستعربون وسفارديون في الأندلس ونقلوه إلى عدد من لهجاتهم ولغاتهم. «ذلك لأن مقالات الحريري نفسها كانت قد وصلت إلى الأندلس ولَقِيَت رَواجًا كبيرًا ونَسَج على مِنوالِها نفرٌ كثيرون. والشريشي قد جمع شرحه للمقامات من عددٍ من الشروح عليها وأضاف إليها أشياء كثيرةً من معرفته الواسعة بفنون العلم.».

جاء في مقدمة شرحه:
«...أما بعد: فإنّ العلمَ أربحُ المكاسبِ وأرجحُ المناصبِ وأرفعُ المراتبِ وأنصعُ المناقب، وحِرفةُ أهل الهِمَمِ من الأمَم، ونِحلةُ أهل الشرف من السف... وهو وإن تَشَعَّبَت أفانينهُ وتنوَّعَت دواوينه فَعِلمُ الأدبِ عَلَمُهُ والأُسُّ الذي يِبنى عليه كِلَمُه، والرُوحُ الذي يَخِبُّ في ميدان الطِرسِ قَلَمُه. ولذلك كان أولى ما تَقتَرحُه القرائحُ وأعلى ما تجَنحُ إليه الجوانحُ... ولم يَزَل في كلّ عصرِ من حَمَلَتِه بدرٌ طالعٌ، وزَهر غُصنِ يانعٌ، وعَلَمٌ ترنو إليه أبصارٌ وتُومىءُ أصابعُ...»

## مؤلفاته
- شرح المقامات الحريرية
- مختصر لنوادر أبي علي القالي
- شرح الإيضاح لأبي علي الفارسي
- شرج الجمل الزجاجي
- رسالة في العروض
- مجموع من قصائد العرب المشهورة
- برنامج، اشتمل على ذكر شيوخه ورواياته عنهم